# Nagysáp
Nagysáp là một thị trấn thuộc hạt Komárom-Esztergom, Hungary. Thị trấn này có diện tích 24,77 km², dân số năm 2010 là 1562 người, mật độ 63 người/km².